# Bernhard Hartenstein
Bernhard August Hartenstein (* 26. November 1840; † 10. Februar 1889) war ein deutscher Verwaltungsjurist.

## Leben
Hartenstein stammte aus Waldheim. Er studierte an der Universität Leipzig Rechtswissenschaft. 1861 wurde er im Corps Misnia Leipzig (III) recipiert. Er trat in den preußischen Verwaltungsdienst und diente im Westen des Kaiserreichs. Von 1876 bis 1882 war er Kreisdirektor des Kreises Saarburg in Deutsch-Lothringen, von 1882 bis 1884 des Kreises Erstein und von 1885 bis 1892 Kaiserlicher Kreis- und Polizeidirektor zu Mülhausen im Reichsland Elsaß-Lothringen. Hartenstein wurde im sächsischen Kötzschenbroda in einem Familiengrab beerdigt, wohl auf dem 1874 eingeweihten Neuen Friedhof.